# Catedral de la Inmaculada Concepción (Armenia)
La Catedral La Inmaculada Concepción es la iglesia catedralicia de culto católico ubicada en la Plaza de Bolívar de la ciudad de Armenia, Colombia, capital del departamento de Quindío. El templo está consagrado a la Inmaculada Concepción de la Virgen María.

## Historia
La primera capilla que tuvo el recién fundado caserío de Armenia, se levantó en madera y paja el 14 de octubre de 1889, aprovechando seis reales (sesenta centavos) recogidos en un simulacro de mercado realizado ese día entre los colonos fundadores. En 1892 el sacerdote José Ignacio Pineda celebró allí la primera eucaristía, que dio inicio a los libros parroquiales. Dos años más tarde fue establecida como cuasiparroquia y en 1902 como viceparroquia de La Inmaculada.
En 1906 se empezó a construir el templo en bahareque, obra que culminó en 1927. No obstante, tres años antes, el 4 de julio de 1924, fue constituida por decreto como parroquia, por monseñor Tiberio de Jesús Salazar Herrera. Su primer párroco fue el sacerdote Vicente Castaño.
En 1953 fue llamada La Inmaculada Concepción, por petición de monseñor Jesús Martínez Vargas, el primer obispo de Armenia. En 1966, la edificación de bahereque fue demolida y a partir de ello construyeron una de estilo moderno y minimalista que fue puesta al servicio en 1972.

## Descripción

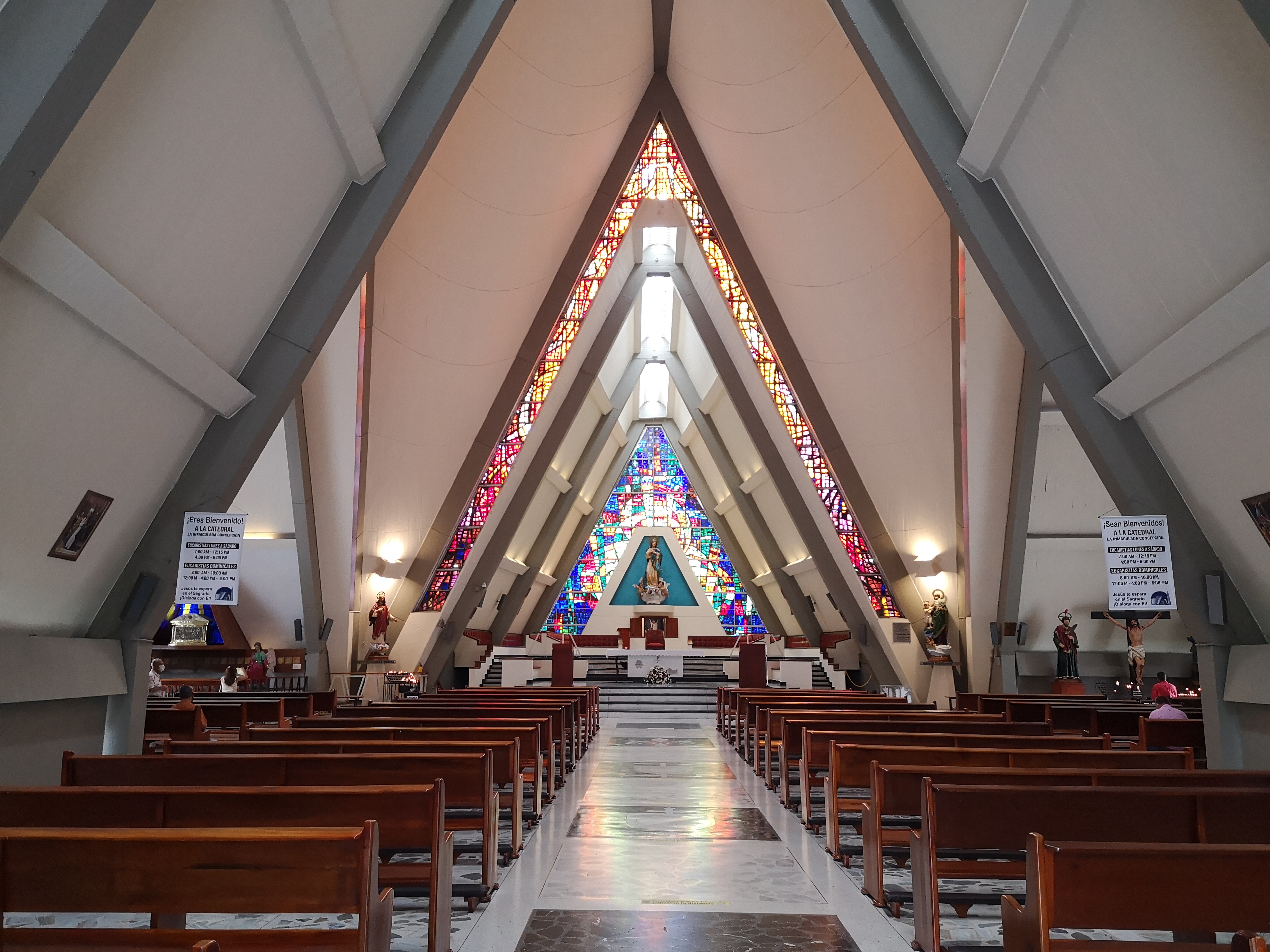
Vista interior.

Situada en el costado sureste de la Plaza de Bolívar, posee un diseño arquitectónico concebido por Jorge Collazos bajo la tutela de monseñor Jesús Martínez Vargas, primer obispo de la diócesis de Armenia. El templo parece una gran carpa granítica levantada en medio de la montaña. El diseño está inspirado en el de la parroquia Cristo Rey de Calarcá, construida dos años antes. Tiene un diseño moderno en triángulos, pero conserva la tradicional planta rectangular en cruz latina, sin cúpula.
El centro del crucero se eleva en un triángulo donde las líneas de los lados están hechas por irisados vitrales elaborados en el taller de Los Velasco de Cali. Cada lado de los transectos ofrece un ingreso a la iglesia. Por el izquierdo se entra desde un pequeño parque. Esta misma entrada está comunicada con otra plaza, La Centenario. Por el lado derecho la entrada se hace por una terraza que comunica con el atrio. El ingreso principal es por el frente, donde hay una sola puerta. Las tres puertas son de aluminio repujado con representaciones religiosas. Separada de la construcción central se eleva una torre que contiene el campanario, el reloj y el carillón. En la parte posterior del crucero está el presbiterio, también en forma de triángulo, donde resalta el altar hecho en mármol y al fondo el Cristo grabado en piedra hecho por el maestro quindiano Antonio Valencia. Debajo del presbiterio está la sacristía y una pequeña capilla para ceremonias especiales y menores.